# Aéroport de Deauville-Normandie
L'aéroport de Deauville-Normandie (ex-Saint-Gatien) (code IATA : DOL • code OACI : LFRG) est un aéroport de la région Normandie, situé sur la commune de Saint-Gatien-des-Bois, qui dessert principalement les villes de Deauville et du Havre . Il est la propriété du Syndicat mixte de l'aéroport de Deauville-Normandie, qui a confié sa gestion à la chambre de commerce et d'industrie Seine Estuaire. Avec 134 621 passagers transportés en 2019, l'aéroport a accueilli 65 664 passagers en 2023. Il est le deuxième aéroport normand le plus fréquenté après celui de Caen-Carpiquet.

## Histoire
L'aéroport est créé à l'initiative d'Eugène Colas, alors maire de Deauville. Il est inauguré en 1931. Il est longtemps un aéroport d'affaires, avec une dominante de vols privés. Quelques liaisons estivales sont ensuite créées, notamment avec Nice (Air Limousin). L'aéroport s'ouvre enfin aux vols touristiques par charters.
Pendant un temps, l'aéroport est étudié comme troisième aéroport de Paris, mais la distance à la capitale et la mauvaise desserte (l'autoroute et la voie ferrée les plus proches se situent dans la vallée à une dizaine de kilomètres de l'aéroport et à deux heures de Paris) écartent cette option.
Les aménagements s'enchaînent. En 1952, une piste en ciment est construite, suivie en 1959 d'une tour de contrôle et d'un allongement de la piste à 1 600 m en 1966.
Dans les années 1960, Air Inter assure des lignes saisonnières vers Paris, Vichy et Nice et Air France vers Londres-Heathrow.
Au début des années 1970 jusque dans les années 1980, la compagnie Lucas Air Transport (devenue ensuite Lucas Aigle Azur) assurait une liaison vers Londres-Gatwick en direct ou via Dieppe.
En 1971, l'aérogare est inaugurée par Jean Chamant, ministre des Transports. Une liaison vers Lyon-Bron est créée, assurée par Touraine Air Transport (TAT) via Rouen.
En 1973, la Chambre de commerce de Honfleur-Lisieux (depuis 2016 CCI Seine Estuaire) devient gestionnaire. 
Air Inter assure des vols saisonniers avec Paris - Orly Ouest dans les années 1970 (en 1975, en Cessna 402 de 10 places et Beechcraft 99 de 15 places affrétés), Air France avec Londres-Heathrow  (en 1975 en Fokker 27 en direct, en 1977 en Fokker 27 qui effectue la liaison La Baule-Deauville-Londres),.
En 1983, TAT (Touraine Air transport) assurait une liaison vers l'aéroport de Saint-Nazaire, desservant la station balnéaire chic de La Baule.
Le 14 novembre 1986, la Ville de Deauville conclut avec l'État une convention déterminant les conditions d'aménagement, d'entretien et d'exploitation de l'aérodrome, conformément à l'article L122-1 du Code de l'aviation civile.
Par un sous-traité de gestion en date du 8 juin 1990, la Ville de Deauville confie l'exploitation de l'aérodrome à la Chambre de commerce et d'industrie du pays d'Auge (depuis 2016 CCI Seine Estuaire), conformément à l'article R221-5 du Code de l'aviation civile.
Dès les années 2000, la liaison Deauville - Londres sera exploitée par plusieurs compagnies aériennes comme Air Atlantique, CityJet (filiale Air France-KLM), Ryanair (2015-2017),, L'Odyssey (par l'affrètement d'un avion à RAF-Avia mais avorté le jour de l'inauguration alors que l'avion était déjà à Deauville sur refus des autorités Anglaise, il fera Deauville- Londres Biggin Hill).
Le 3 janvier 2008 un Boeing 737-400 de la compagnie Atlas Blue, sort de piste à l’atterrissage et s’immobilise dans l’herbe en bout de piste 30. L’avion a subi un effet d’aquaplanage, conjugué à une mauvaise anticipation du phénomène par l’équipage. Aucun blessé n’est à déplorer.
Le 15 avril 2011, un arrêté ministériel lui donne pour nouvelle dénomination « Aéroport de Deauville-Normandie ».
Dès 2020, la compagnie l'Odyssey effectue des vols saisonniers entre Genève et Deauville en Saab 340 de 27 sièges loué à la compagnie RAF-Avia.

## Infrastructures
La piste goudronnée est longue aujourd'hui de 2 550 m, après avoir été rallongée en 1993. Elle mesurait auparavant 1 070 m, depuis 1952. Une petite piste en herbe parallèle à la piste goudronnée est balisée, mais elle n'est plus utilisée actuellement.
Le renforcement de la piste principale est réalisé en 2010 pour la mettre en conformité avec la loi sur l’Eau, ainsi que la réfection du balisage et la création d'une rampe d'approche simplifiée. Le coût des travaux est de 6 millions d'euros. Le parking maintenant de 930 places est agrandi en 2011.
En 2019, la construction d'une nouvelle aérogare en ossature bois est décidée, ainsi que l'achat d'une nouvelle passerelle pour les passagers et la réfection de la passerelle pour le trafic équin : il en coûtera 9,5 millions d'euros pour une livraison prévue en 2021. La dépense est assumée à 95 % par la région Normandie et le reste, soit (475 000 € par la ville de Deauville. L'architecte Jacques Ferrier fera passer l'aérogare de 1 750 à 3 800 m2 avec un hall de départ et un hall d'arrivée, ainsi qu'un espace destiné aux vols privés, en privilégiant « une ambiance douce et lumineuse » et un parcours « simple et intuitif ». Les travaux commencent en janvier 2021 et devraient s'achever à l'hiver 2023, sans interrompre l'activité de l'aéroport. En complément, un parc photovoltaïque de 60 mégawatts va être aménagé par EDF Renouvelables sur 45 ha de terrains délaissés, qui devrait être opérationnel en 2024-2025.
La nouvelle aérogare de 4 000 m² de Deauville - Normandie a été inaugurée le vendredi 17 mai 2024 en présence de nombreux élus. Si la zone arrivée de la nouvelle aérogare de l’aéroport fonctionnait depuis l'été 2024, la zone départ n’était pas entrée en fonction. 189 passagers ont pu emprunter cette nouvelle zone le samedi 25 janvier 2025 pour un vol en direction de la Laponie. L'aéroport peut désormais accueillir trois avions commerciaux simultanément à savoir deux de 180 places (type Boeing 737 ou Airbus A320) et un de 100 places (type CRJ 1000 ou Airbus A220).

## Situation

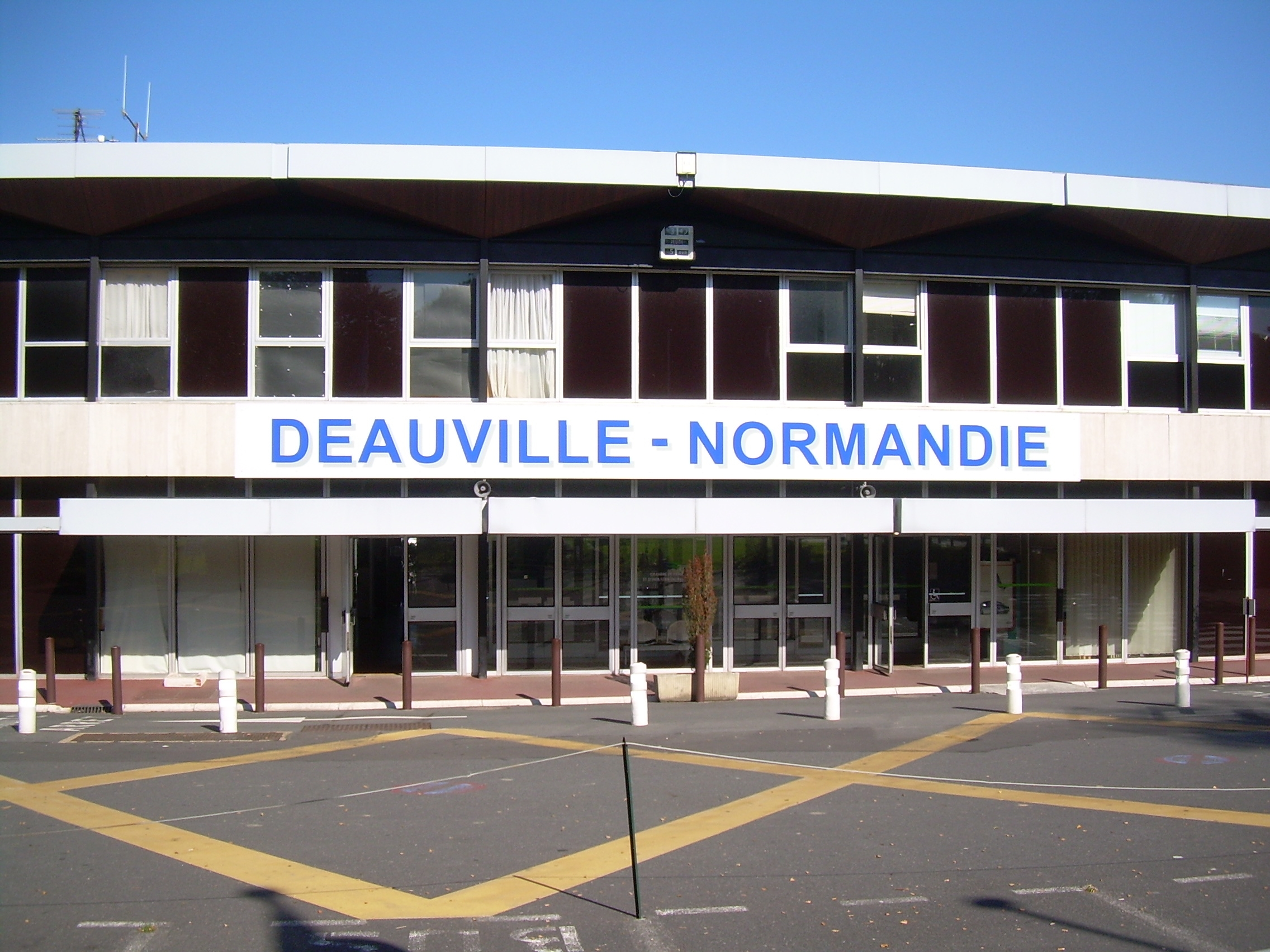
L'aérogare de Deauville.

| \| 20 km1:570 000 \| Étrépagny Bernay · Saint-Martin Saint-André · de-l'Eure BAN Évreux-Fauville Alençon · Valframbert Argentan Bagnoles-de-l'Orne Flers · Saint-Paul L'Aigle · Saint-Michel Mortagne · au-Perche Avranches · Le Val-Saint-Père Lessay Cherbourg Granville · Mont-Saint-Michel Caen · Carpiquet Deauville Falaise · Mont d'Eraines Eu - Mers - Le Tréport Dieppe · Saint-Aubin Saint-Valery · Vittefleur Havre · St-Romain-de-Colbosc Rouen · Vallée Seine Havre · Octeville |
| 20 km1:570 000 |

## Équipements
L'aéroport est constitué d'un tarmac qui entourait la tour de contrôle jusqu'à sa reconstruction en périphérie de l'aéroport en 1998, les petits avions peuvent être entreposés sur une grande pelouse. L'aéro-club possède un hangar près de la tour de contrôle. Ce club va être déplacé vers l’ouest dans le cadre du nouveau Plan de composition générale.
Le trafic privé et commercial dispose d'une nouvelle aérogare inaugurée en 2024 de près de 4 000 m² contre 1 750 m² concernant l'ancienne de 1971.
Un restaurant avec vue panoramique sur l'aire de stationnement des avions et la piste principale est aménagé au-dessus de l'aérogare. Il est ouvert sept jours sur sept et offre un service de « catering » (approvisionnement à bord des avions).

## Destinations
Des vols charters et saisonniers sont assurés par des voyagistes et des compagnies aériennes été comme hiver.
Les destinations proposées sont disponibles sur le site de l'aéroport (https://www.deauville.aeroport.fr/destinations/).
Trois compagnies aériennes proposent également aux voyageurs des vols secs :
| Compagnies       | Destinations                                                                    |
| ---------------- | ------------------------------------------------------------------------------- |
| Aegean Airlines  | En saison : Héraklion-N. Kazantzákis                                            |
| Transavia France | En saison : Marrakech-Ménara                                                    |
| Volotea          | En saison : Olbia-Costa Smeralda, Palerme Falcone-Borsellino, Palma de Majorque |

Informations de vols actualisées le 23/05/2025

## Statistiques
Pour des raisons techniques, il est temporairement impossible d'afficher le graphique qui aurait dû être présenté ici.

Voir la requête brute et les sources sur Wikidata.
| Année | Passagers | Fret (t) |
| ----- | --------- | -------- |
| 2024  | 79 344    | 19       |
| 2023  | 65 664    | 11       |
| 2022  | 65 378    | 13       |
| 2021  | 33 456    | 21       |
| 2020  | 11 964    | 40       |
| 2019  | 134 621   | 41       |
| 2018  | 147 370   | 45       |
| 2017  | 163 626   | 42       |
| 2016  | 139 900   | 38       |
| 2015  | 149 326   | 8        |
| 2014  | 114 984   | 10       |
| 2013  | 138 554   | 36       |
| 2012  | 142 230   | 26       |
| 2011  | 129 809   | 5        |
| 2010  | 125 461   | 24       |
| 2009  | 86 994    | 67       |
| 2008  | 91 446    | 38       |
| 2007  | 80 420    | 89       |
| 2006  | 57 021    | 52       |
| 2005  | 42 012    | 83       |
| 2004  | 35 270    | 112      |
| 2003  | 23 548    | 103      |
| 2002  | 22 824    | 112      |
| 2001  | 18 388    | 162      |
| 2000  | 21 111    | 208      |
| 1999  | 21 500    | 121      |
| 1998  | 30 424    | 213      |
| 1997  | 22 230    | 153      |

Fret
L'aéroport exploite un trafic de chevaux d'élevage, notamment avec l'Irlande, les États-Unis, et le Royaume-Uni. Depuis juillet 2013, l'aéroport est l'un des seuls en France à permettre l'arrivée de chevaux hors espace Schengen. Une centaine de chevaux par an se posent ainsi à Deauville.

## Une volonté commune de coordonner le développement aéroportuaire en Normandie
« Afin d'éviter un saupoudrage des investissements réalisés, préjudiciable à la réalisation d'un équipement d'envergure nationale et à l'atteinte d'un seuil de rentabilité minimal » (rapport public de la Cour des comptes, Les aéroports français face aux mutations du transport aérien, 9 juillet 2008, p. 138), les régions normandes sous les présidences d'Alain Le Vern et Philippe Duron ont souhaité coordonner le développement aéroportuaire sur leur territoire et optimiser leur soutien financier dans ce domaine. Ce projet a été abandonné depuis.

## Principales activités
Les charters occupent une place importante de l’activité de Deauville–Normandie, principalement vers le sud de l’Europe (Îles Baléares) et également vers le pourtour du bassin méditerranéen (Maroc et Tunisie). Des nouvelles destinations viennent s'ajouter pour la saison 2013 (Pologne, Croatie, Grèce (Santorin) et Bastia).

## Constitution duSyndicat mixte de l'aéroport de Deauville–Normandie
Les Régions de Basse-Normandie et de Haute-Normandie se sont ainsi rapprochées de la ville de Deauville et ont examiné les modalités de partenariat. Par délibérations concordantes, respectivement des 9 mai 2006, 12 mai 2006 et 12 juin 2006, la Ville de Deauville, la Région de Basse-Normandie et la Région de Haute-Normandie ont décidé de la création du Syndicat mixte de l'aéroport de Deauville–Normandie, de leur adhésion à celui-ci et ont approuvé les statuts. Le préfet du Calvados a autorisé la constitution de ce syndicat mixte par arrêté préfectoral en date du 21 juillet 2006 dont le président est Alain Le Vern. Le siège du syndicat est fixé à l'aéroport de Deauville–Normandie – 14130 Saint-Gatien-des-Bois.

## Services
Les services de l'État présents sur l'aéroport sont :
- Les Services de la navigation aérienne, chargés du contrôle du trafic aérien.
- La direction générale des douanes et droits indirects représentée par une brigade de surveillance extérieure (BSE).

- Une brigade de Gendarmerie des transports aériens, chargée du contrôle de l'application des mesures de sûreté aéroportuaires et de la sécurité des installations en zone côté piste. Cette unité a également compétence sur les départements du Calvados, de l'Orne de l'Eure et de la Seine-Maritime.
- Un SSLIA (Services de sauvetage et de lutte contre l'incendie des aéronefs) qui assure au quotidien un niveau de 5 à 7 selon la demande. Ces treize sapeurs-pompiers sont employés de la CCI du pays d'Auge exploitant de l'aéroport.